# Панцу
Панцу (яп. パンツ) — японське слово, що позначає «труси» (нижня білизна). В аніме та манзі цим словом називають появу в кадрі жіночої білизни, постійне миготіння панцу (так званий панцушот) — незмінний атрибут фансервісу, особливо це стосується жанрів еччі і хентай. Дане явище введено в побут японськими художниками та аніматорами в кінці шістдесятих років XX століття. Тоді панцу стало часто з'являтися в розповідях про милих маленьких дівчаток (Бішьоджьо) або одягнених у форму школярок, орієнтованих на дорослу чоловічу аудиторію.